# Carlos Lupi
Carlos Lupi, né le 16 mars 1957 à Campinas, est un homme politique brésilien. Il est ministre de la Sécurité sociale dans le troisième gouvernement de Lula depuis le 1er janvier 2023. 
Nommé puis élu président du Parti démocratique travailliste entre 2007 et 2011, puis entre 2009 et 2023, il fut ministre du Travail et de l'Emploi dans le deuxième gouvernement de Lula entre 2007 et 2011, puis dans le premier gouvernement de Dilma Rousseff. Il démissionne en raison de soupçons de détournement de fonds publics, il est vice-président de l'Internationale socialiste depuis 2017.

## Biographie

### Formation et parcours professionnel
Carlos Lupi est le fils de Paulo Roberto Lupi et de Carmelita Lopes Cavalcanti Lupi, une famille d'origine italienne. Il rencontre Leonel Brizola en 1980, alors qu'il travaille comme marchand de journaux, et rejoint le PDT la même année. Ensuite, il est étudiant du cours d'Administration de la faculté du Centre Éducatif de Niterói (FACEN), où il obtient son diplôme en 1981 après quatre ans au sein de la faculté.
Entre 1983 et 1987, Lupi est coordinateur général des régions administratives du sud de la mairie de Rio de Janeiro avec les maires Jamil Haddad (pt), Marcelo Alencar (pt) et Saturnino Braga (pt) et, après les élections municipales de 1988, il a été nommé conseiller spécial du maire Marcelo Alencar (pt).

### Parcours politique

#### Député fédéral
En 1990, Carlos Lupi est élu député fédéral sous les conseils et les incitations de Marcelo Alencar (pt), qui le nomme secrétaire municipal aux Transports. Il partage alors ses fonctions entre l'exécutif municipal et le travail législatif, il est vice-président du groupe du PDT à la Chambre des députés.
Il occupe également les fonctions de secrétaire de l'exécutif régional en 1994 et trésorier de l'exécutif national en 1996 au sein du Parti démocratique travailliste. En tant que député, il présente 13 projets de loi et est considéré comme l'un des 10 meilleurs députés de la 49e législature par le Département intersindical de conseil parlementaire. Lors de son mandat, il est président de la commission de l'Éducation, de la culture et des sports, participant au vote de la loi d'orientation de l'éducation nationale.
Lors du budget de 1992, il fait voter 13 amendements, qui ont bénéficié en matière d'éducation et dans la santé au sein de la municipalité et l'état de Rio de Janeiro.

#### Président du PDT
Carlos Lupi exerce les fonctions de président du Parti démocratique travailliste depuis juin 2004, à la suite du décès du président et fondateur Leonel Brizola. Il a été constamment réélu lors des congrès, outre un bref intérim d'une année lors de son investiture en tant que ministre du Travail en 2008, la commission d'éthique de la présidence lui demandant de choisir entre le ministère et la présidence du parti.
Contrairement au candidat du PDT à la présidence de la République Ciro Gomes, Carlos Lupi entretient historiquement de bonnes relations avec le Parti des travailleurs, Lula et Dilma Rousseff.
Lors de la réélection de Lula à la présidence en 2006 et après sa seconde investiture en janvier 2007, le Conseil national du PDT apporte son soutien et intègre le second gouvernement de Lula, au travers du portefeuille du Travail et de l'Emploi de Carlos Lupi.
Le parti sous la présidence de Lupi confirme son soutien au Parti des travailleurs et à Dilma Rousseff lors des deux élections présidentielles de 2010 et 2014.

#### Ministre du Travail et de l'Emploi
Le 29 mars 2007, Carlos Lupi est nommé ministre du Travail et de l'Emploi dans le second gouvernement de Lula, et il est maintenu à ce ministère dans le premier gouvernement de Dilma Rousseff en 2011.
Au cours de son portefeuille, il a proposé des mesures visant à accroître les investissements dans le secteur productif et la création de nouvelles lignes de crédit, telles que la FGTS Pro-Quotation Line, responsable de l'expansion des cours gratuits dans le système S, de la réglementation des centrales syndicales, de la réglementation du travail le dimanche et de la rédaction d'une proposition d'amendement constitutionnel pour régulariser le travail des femmes de ménage.
En novembre 2011, il est accusé d'être impliqué dans une affaire de détournement de fonds publics et de pots-de-vin en faveur de plusieurs ONG. En conséquence, Carlos Lupi a été interrogé à la Commission d'inspection et de contrôle financiers de la Chambre des députés, se défendant contre les accusations. La commission d'éthique de la présidence recommande alors son départ du ministère. Carlos Lupi démissionne le 4 décembre 2011, après une rencontre avec Dilma Rousseff.

#### Ministre de la Sécurité sociale
Lors de l'élection polarisée de 2022 entre Jair Bolsonaro et Lula, le PDT choisit à nouveau Ciro Gomes comme candidat. Le candidat du parti ne récoltant que 3,04% des voix, le PDT apporte son soutien à Lula le 4 octobre pour le second tour et Carlos Lupi signant officiellement l'alliance le lendemain,,.
Le 29 décembre 2022, il est nommé ministre de la Sécurité sociale dans le troisième gouvernement de Lula, il prend ses fonctions le 1er janvier 2023.
Le 3 janvier, lors de la cérémonie officielle de sa prise de fonction, il déclare que la réforme des retraites de 2019 (pt), décidée par Jair Bolsonaro, et la qualifie « d'anti réforme », qui « n'a été faite que pour supprimer des droits ». Le projet du nouveau ministre, annoncé lors de la cérémonie, est de former une commission quadripartite, avec des syndicats patronaux, les syndicats de salariés et de retraités et le gouvernement,.
Le lendemain, le 4 janvier, en accord avec le président Lula, le ministre de la Maison civile Rui Costa a désavoué Carlos Lupi, niant qu'une nouvelle réforme des retraites soit en cours d'analyse ou de proposition par le gouvernement ou la présidence. Le ministre annonce ensuite que s'il y a une réforme envisagée, celle-ci passerait d'abord par le ministère de la Maison civile et que ce serait de la décision de Lula,.